# Zbyněk Valoušek
Zbyněk Valoušek (* 3. srpna 1984 Frýdlant) je český trenér běhu na lyžích. Jako trenér reprezentace se zúčastnil dvou olympiád (2014, 2018).

## Trenérská kariéra
K lyžování ho přivedli rodiče. Zbyněk byl členem juniorské reprezentace a reprezentace do 23 let. Na juniorském MS ve Strynu 2004, zajel 11. místo a 6. ve štafetě. Ve třiadvaceti letech s vrcholovým lyžováním skončil a začal trenérství a pedagogiku studovat – na Pedagogické fakultě TUL učitelství tělesné výchovy a zeměpisu, a na Fakultě tělesné kultury UPOL trenérství. V roce 2010 začal trénovat mládež v Dukle Liberec. Jelikož se mu dařilo, oslovil ho po dvou letech lyžařský svaz a nabídl mu místo asistenta Miroslava Petráska u reprezentace mužů. V reprezentaci měl na starosti především sprintera Dušana Kožíška a v první sezóně 2012/2013 také Evu Vrabcovou, která tehdy byla v reprezentaci jedinou ženou a trénovala s mužským týmem. V sezóně 2014/2015 byl vedoucí trenér reprezentačního B týmu, jehož hlavním cílem byla příprava na MS do 23 let, závody v rámci Alpen Cupu a příprava pro dospělou reprezentaci. V roce 2015 nové vedení lyžařského svazu neprodloužilo smlouvu trenéru Petráskovi a na jeho místo se posunul Lukáš Krejčí, do té doby trenér ženské reprezentace, v pozici asistenta zůstal Zbyněk Valoušek. V sezóně 2016/2017 měl znovu na starosti B tým mužské reprezentace. V květnu 2017, kdy vedení reprezentací v běhu na lyžích prošlo kompletní obměnou, převzal reprezentační tým mužů. Tehdejší reprezentační výběr po odchodu Lukáše Bauera tvořili Martin Jakš, Petr Knop, Michal Novák, Jonáš Bešťák, Luděk Šeller, Jan Bartoň a Miroslav Rypl. V situaci, kdy v předchozí sezoně českým běžcům výsledkově nedařilo, byl cílem návrat ke společným reprezentačním tréninkům místo individuálního trénování, které výsledky nepřineslo. V této sezóně měla reprezentace finského šéftrenéra – Ilkku Jarvu. Spolupráci s ním Valoušek hodnotil jako ne úplně jednoduchou – složitější byla komunikace, v některých tréninkových metodách si moc neporozuměli, ale podařilo se jim vše si vyříkat. Přestože nakonec spolupráce úspěšně fungovala, rozhodl se Valoušek i s ohledem na rodinu po olympiádě v Pchjongčchangu u reprezentace skončit. Od roku 2018 je hlavním trenérem mládeže v TJ Dukla Liberec.